# Teddy Mayer
Edward Everett "Teddy" Mayer, född 8 september 1935 i Scranton i Pennsylvania, död 30 januari 2009 i Storbritannien, var en amerikansk racingentreprenör, bland annat inom formel 1 och Indycar.
Mayer arbetade bland annat ihop med Bruce McLaren vid grundandet av formel 1-stallet McLaren. Efter Bruce McLarens död 1970 tog Mayer över stallet.